# فابيو باسيلي
فابيو باسيلي (بالإيطالية: Fabio Basile) (و. 1994 – م) هو لاعب جودو من إيطاليا . ولد في ريفولي .
شارك في ألعاب أولمبية صيفية 2016 وفاز بالميدالية الذهبية في فئة 66 كغم.

## روابط خارجية
- فابيو باسيلي على موقع الفيدرالية الدولية للجودو (الإنجليزية)
- فابيو باسيلي على موقع JudoInside.com (الإنجليزية)
- فابيو باسيلي على موقع AllJudo.net (الفرنسية)
- فابيو باسيلي على موقع اللجنة الأولمبية الدولية (الإنجليزية)
- فابيو باسيلي على موقع أوليمبيديا (الإنجليزية)
- فابيو باسيلي على موقع اللجنة الأولمبية الإيطالية (الإيطالية)
- فابيو باسيلي على موقع CONI honoured athlete website (الإيطالية)